# Art & Language
(Art & Language, The Paintings, New York, 1987)

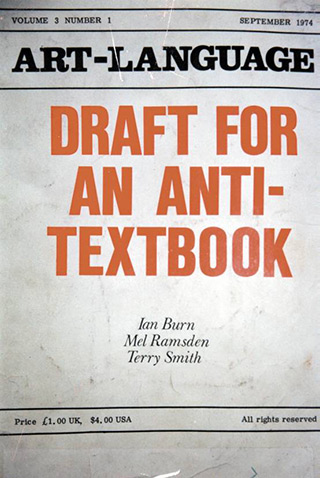
Fotografia della copertina di Art-Language, Vol.3 No.1, 1974.

Art & Language è una collaborazione di artisti concettuali che ha subito molti cambiamenti da quando è stata creata alla fine degli anni sessanta. Il gruppo è stato fondato da artisti che condividevano il desideriodi combinare idee e preoccupazioni intellettuali con la creazione artistica. Il primo numero del giornale del gruppo, Art-Language, fu pubblicato nel novembre del 1969 a Chipping Norton, in Inghilterra, e ebbe un'influenza importante sull'arte concettuale negli Stati Uniti e nel Regno Unito.

## Gli esordi

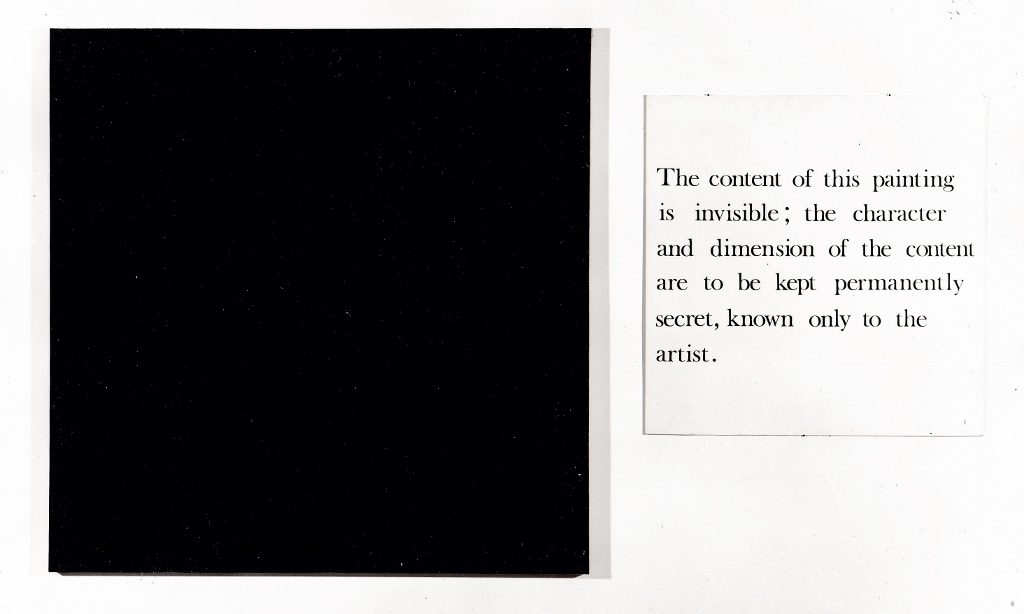
Secret Painting Art & Language (Mel Ramsden), 1967

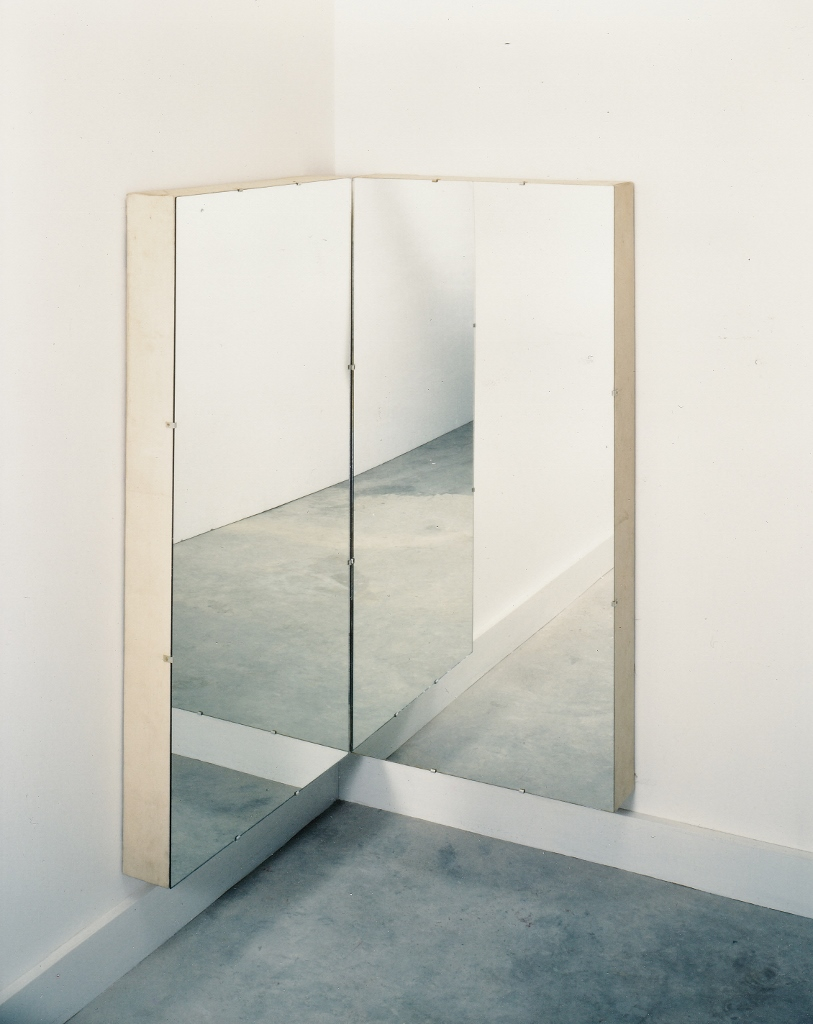
Mirror Piece, 1965

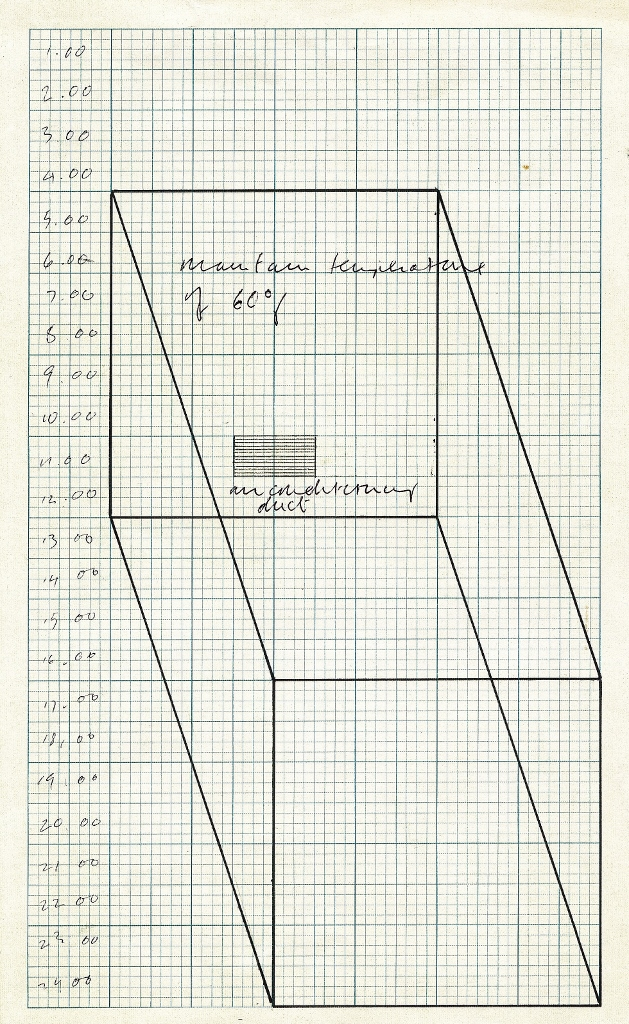
Air conditioning show 1966-7

Il gruppo Art & Language è stato fondato nel 1967 nel Regno Unito da Terry Atkinson (nato nel 1939), David Bainbridge (nato nel 1941), Michael Baldwin (nato nel 1945) e Harold Hurrell (nato nel 1940).  Questi quattro artisti iniziarono la loro collaborazione intorno al 1966 mentre erano insegnanti d'arte a Coventry. Il nome del gruppo derivava dal loro giornale, Art-Language The Journal of conceptual art, all’inizio creato come una conversazione di lavoro nel 1966. Il gruppo era critico nei confronti di quelle che all'epoca erano considerate le pratiche del corrente prevalente dell’arte moderna. Nelle loro conversazioni di lavoro, hanno creato l'arte concettuale come parte delle loro discussioni.
Tra il 1968 e il 1982, il gruppo riunì quasi cinquanta persone. Tra i primi a raggiungere il gruppo c'erano critici e storici dell'arte, Charles Harrison e l'artista Mel Ramsden. All'inizio degli anni '70 raggiunsero il gruppo persone come Ian Burn, Michael Corris, Preston Heller, Graham Howard, Joseph Kosuth, Andrew Menard e Terry Smith. Seguirono due collaboratori di Coventry, Philip Pilkington e David Rushton. Il relativo grado di anonimato all'interno del gruppo continua ad avere un significato storico rilevante nella comunità artistica. A causa dell'incertezza delle liste esatte dei membri, è difficile sapere non solo chi erano tutti i contributori, ma anche quali fossero i loro esatti contributi.
Il primo numero di Art-Language The Journal of conceptual art (Volume 1, numero 1, maggio 1969) è sottotitolato The Journal of Conceptual Art. Con il secondo numero (Volume 1, Numero 2, febbraio 1970), divenne chiaro che c'erano opere d'arte concettuali e artisti concettuali che non si riconoscevano nella rivista. Per capire meglio lo scopo della rivista, il titolo fu abbandonato. L'Art-Language aveva tuttavia portato alla luce l'inizio di un nuovo movimento artistico. Fu la prima pubblicazione a identificare un'entità pubblica chiamata Arte Concettuale. Il giornale è stato il primo del suo genere a servire gli interessi teorici e conversazionali di una comunità di artisti e critici, che erano anche i suoi produttori e utenti. Mentre quella comunità era lontana da un accordo unanime su come definire la natura dell'arte concettuale, i redattori e la maggior parte dei suoi storici contributori condividevano opinioni simili su altri movimenti artistici. L'arte concettuale denunciava da una parte la burocrazia e lo storicismo del modernismo, e dall’altra il conservatorismo filosofico del minimalismo. La pratica dell'arte concettuale, specialmente nei suoi primi anni, era basata principalmente sulla teoria e sulla sua forma, prevalentemente testuale.
Con l'espansione della distribuzione della rivista e delle pratiche di insegnamento degli editori e degli altri collaboratori, la conversazione è cresciuta fino a includere un gran numero di persone. In Inghilterra, nel 1971,  artisti e critici tra cui Charles Harrison, Philip Pilkington, David Rushton, Lynn Lemaster, Sandra Harrison, Graham Howard e Paul Wood raggiunsero il gruppo. Nello stesso periodo a New York, Michael Corris lo raggiunse, seguito da Paula Ramsden, Mayo Thompson, Christine Kozlov, Preston Heller, Andrew Menard e Kathryn Bigelow.
Il nome Art & Language è rimasto fragile a causa delle varie interpretazioni delle opere d'arte prodotte dal collettivo e dello scopo del gruppo. Il suo significato, o la sua strumentalità, variava da persona a persona, da discorso a discorso, da quelli di New York che per esempio hanno prodotto The Fox (1974-1976), a quelli impegnati in progetti musicali e a quelli che hanno continuato l’edizione del giornale. I membri non andavano d'accordo e, nel 1976, c'era un crescente senso di divisione che alla fine portò a individualità in competizione e a preoccupazioni diverse.
Durante gli anni '70, Art & Language ha affrontato questioni sulla produzione artistica e ha tentato di passare dalle forme convenzionali di arte "non linguistica", come la pittura e la scultura, a opere più teoricamente basate sul testo. Il gruppo ha spesso assunto posizioni critiche contro le opinioni prevalenti di critici come Clement Greenberg e Michael Fried. Il gruppo Art & Language che ha esposto nel 1972 alla mostra internazionale della Documenta 5 comprendeva Atkinson, Bainbridge, Baldwin, Hurrell, Pilkington, Rushton e Joseph Kosuth, editore americano di Art-Language. Il lavoro consisteva in un sistema di archiviazione di materiale pubblicato e diffuso dai membri di Art & Language.

## New York Art & Language
Alla fine degli anni 60’, Burn and Ramsden hanno co-fondato The Society for Theoretical Art and Analysis in New York. Raggiunsero Art & Language nel 1970-71. New York Art & Language  si frammentò dopo il 1975 per via di disaccordi sui principi di collaborazione. Karl Beveridge e Carol Condé, che erano stati membri periferici del gruppo a New York, sono tornati in Canada dove hanno lavorato con sindacati e gruppi comunitari. Nel 1977, Ian Burn tornò in Australia e Mel Ramsden nel Regno Unito.

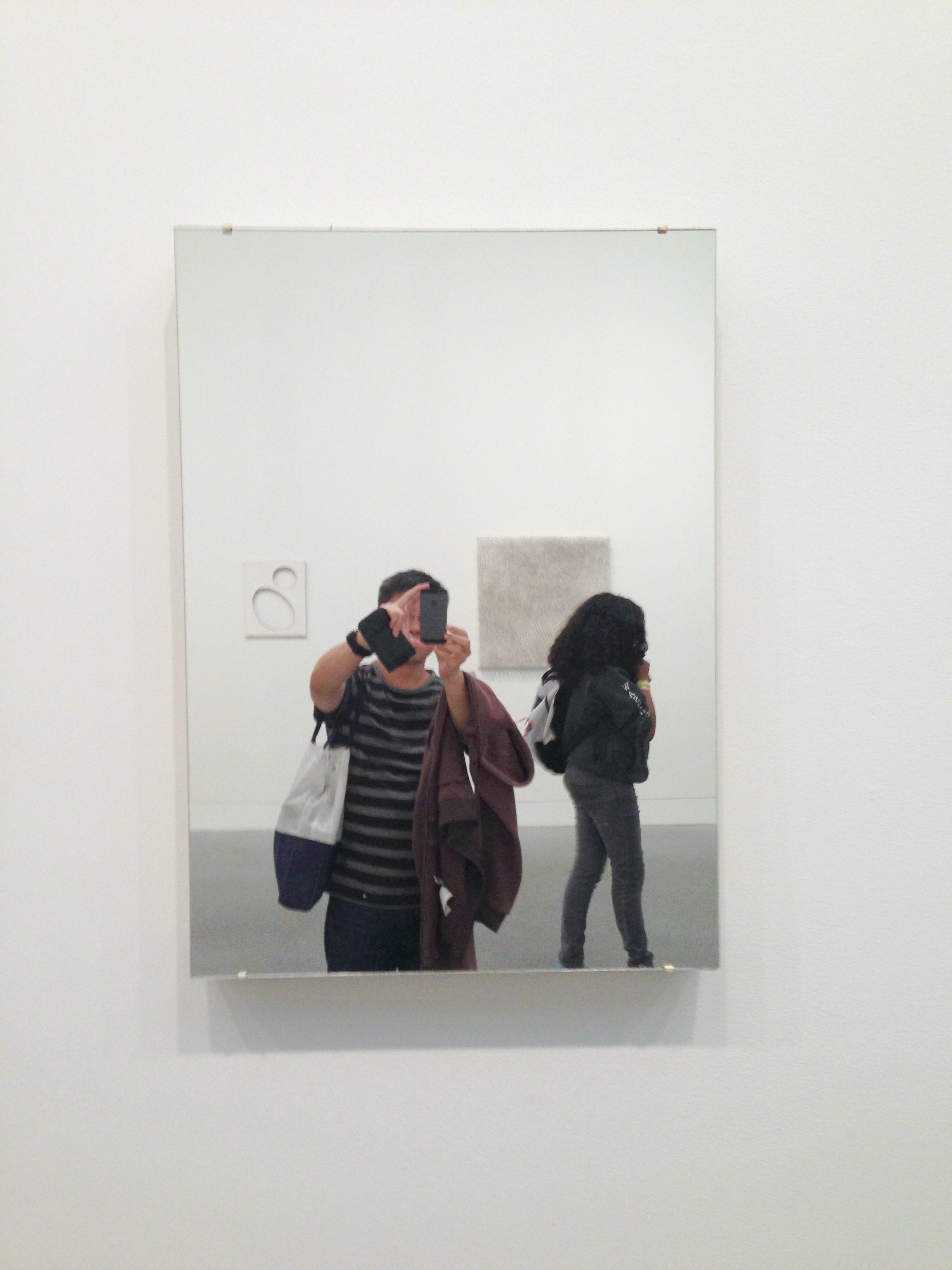
Art & Language, Mirror Piece - Untitled Painting 1965.
The Tate Modern Collection.

## Tardi anni 70
Alla fine degli anni '70, il gruppo fu sostanzialmente ridotto a Baldwin, Harrison e Ramsden con la partecipazione occasionale di Mayo Thompson e del suo gruppo The Red Crayola. L'analisi politica e lo sviluppo all'interno del gruppo hanno portato diversi membri a lasciare il gruppo per impegnarsi in politica e occasionalmente nell'attivismo. Ian Burn tornò in Australia,  per raggiungere Ian Milliss, un artista concettuale che collaborava con i sindacati fin dai primi anni '70, e che era attivo in Union Media Services, uno studio di design basato su iniziative sociali con scopo di sviluppare i sindacati. Altri membri del Regno Unito si dedicarono ad attività creative, accademiche e talvolta "politicizzate". All'inizio degli anni '70 c'erano una trentina di membri. Il gruppo Art & Language ha enfatizzato l'uso del linguaggio nella teoria secondo cui il linguaggio è la base da cui nascono idee e concetti. La loro filosofia era che il linguaggio permettesse di indicizzare parole che appaiono, scompaiono, e per alcuni addirittura persistono, permettendo così a spettatori e artisti di analizzare l'evoluzione di una parola proponendo diverse definizioni.

## Opere
| Year | Title |
| ---- | --- |
| 1965 | - Mirror Piece - Time Drawings - Three Suprematist Squares - Crane Notes - Text as Performance - Fragments and Elements |
| 1966 | - Acid Boxes - Air Show - Frameworks - Frameworks Exhibit I - Art Out of Sound - Crane - An Argument from Illusion - Aim at Boredom, Kasimir? - Loop - The Air-Conditioning Show - Note Topography for Text Book or Encyclopedia from 1965 to 1966 - Notes on Malevich - Paintings Nr. 1 - Oxfordshire Show - Performance as Text. Appendix. Note 6 - Robotic Sculpture - The Temperature Show - Two Black Squares - Two Black Rectangles |
| 1967 | - 22 Sentences: The French Army - A Note on the Notion of a 368 Years Old Spectator - Abstract Art Paintings - Acrostic Paintings - Bibliography Installation - 11 Studies for a Secret Painting - 4 Studies for a Secret Painting - Frameworks Exhibit II - Hot-Cold - Identificatory Fragment - Map of Itself - Map to not Indicate... - Map of a Thirty-Six Square Miles Surface Area of the Pacific Ocean West of Oahu - Mirror Piece - On the Concept of a Non Exhibition - Ontology - Undeclared Glasses - Potato Print Model I & II - Readings of Readings of the Tractatus - Some Notes about Art and Time - 23 Title Equals Text Paintings - Temperature Prints - Time and News - Time Show Fragment - Two Black Squares (The Paradoxes of the Absolute Zero) - Study for a Secret Painting - Notes: Harold Hurrell - 100% Abstract - Geology - Notes on Entropy - The Identity Bracelet |
| 1968 | - 22 Sentences the French Army - Secret Painting - 100% Abstract - Abstract of Perception I & II - Abstract Relations - Analogy Model 1-8 - Art as Theory - Art Objects and Real Things - Conceptual Art and Inten(s)ion - M1 - Fluidic Device - Elements of an Incomplete Map - Intensionality, Quantification. Fragment - Laocoon is a Name - Models + Dictionaries - Notes on Substance Concepts (Art Object) - Notes Toward the Art of Terry Atkinson - Objects-Ontology - On "Conceptual Art" Criticism - Six Negatives Categories - Systematically Altered Photographs - The Object-Language. The Art-Language. The Ascribing of Responsibility - Thirty-Nine Negatives Categories - Notes Towards "From an Art-Language Point of View" - Six Negatives - The Art of David Bainbridge - The Art of Terry Atkinson |
| 1969 | - A Point of Reference is a Product of Discourse - Concerning Interpretation of Bainbridge/Hurrell Models - Concerning the Form of Some of the Works and Some of the Form of Some Other Works - Frameworks Appendix - Information Position 001 - Ingot - Intensionality and Ascription of Responsibility - Introduction to Discourse - Is Art What Art Says? - Lecher System - Ontological Fragments - Paradigms. Draft 2 - Textbook – Project Semantics - The Art of David Bainbridge: Introduction to Discourse - The Literate and the Non-Literate - Anthropology - Describing Things - Notes-Reference to Machine Itself - The Theory of Art - Fragments of Some notes Towards a Correct Textbook |
| 1970 | - Art and Antinomicness - "Art" and Language - Existential References. Art Object - Fondations of Arithmetic-Frege - Handbook on Models. The Relativity of Emotion - Handbook to "Ingot" - Identity - Intension II:: Draft for a Book Section - Lecher System - "Moral Law" Propadeutic 1.00 - Noisy Channel: A - Notes on Analyses - Numbers - Ontological Fragment - The Grammarian - This is Semantics - Notes on M1 - Theories of Ethics |
| 1971 | - Artforum Annotations (Comparative Models) - Authorship - Comparative Models - Exhibition of lectures - Latin Index - Notes on 'De Legibus Naturae - Notes on "Pragmatics I" - Olivet Discourse - Suggestion for a Map - Village Explanation: On Norbert Weiner on the Role of the Intellectual and the Scientist - Frameworks Retrospect - Notes on Mapping and Indexing - The Moral Law - Theories of Ethics and Meaninglessness - Topological Notebook - Transformational Matrices |
| 1972 | - A Dithering Device - Art as an Activity which the Artist Enjoys - Comparative Models - Documenta Memorandum (Indexing) - Index 01 - Index 02 - Index of a Discussion - Index or What? - Information and Markov Chains - Mapping and Filling - Materialism – from "The Fourth International" - Schema for Art Models - Translation Piece I-V - Village Explanation, no.2-no.5 - The Turin Index - Notes for a Lecture |
| 1973 | - A Fragment of a Model for Rigour: "Ontology" - All Friends Together - Art and Its Cultural Context - Art Theory and Scientific Theory - Blurting in Art & Language - Hybridity Resonance - Index 02 (Bxal) Indexical Fragments - K Index - Li Proceedings Index - Logical Construction - Notes on 77 Sentences - Notes on Hand Book Project - Studies for an Art & Language Index - Transcription - Village Explanation, no.5-no.8 - 77 Sentences - Index Printout - Charles Harrison Talking to Michael Baldwin. An Incomplete Index |
| 1974 | - 77 Sentences - A Point of Reference is a Product of Discourse (Surf) - Ask Yourself Which is the Index - Corrected Slogans Music-Language - Map of War/Blurt A & L - Dialectical Materialism - Emma - Exemplary Guide to the Aviation Industry 001.1 - Fine Art Has No History - Going-on Douglas Haig - Going-on, Going-on - Heuristic Sketches for Hell vs Bedlam - Historically Proper Names - I can't Think: Fear, Death, etc. - Index Printout - Index 02 (Bxal): Indexical Fragments - Internal Description as External Description - K Formulae - P of H S - Printing or Writing - Projekt 74 Index - Reference Points - Remember the Somme – Douglas Haig - Self-Superseding Strategy... Or the Given Political Moment - Surf as a Function - The Machine Appropriated - The Masses are the Decisive Force in All Social Change - The Paradox of Drawing as an Ideological Resource 1 & 2 - The Phenomenology of Asking a Question About a Given Item - The "Red Lattice" Problems - Threshold Agreement - Transformational Matrix - Transmitted Recipe Knowledge |
| 1975 | - Blindness - Dialectic and Unsightly Drinking: Art Galleries and the Putative Sites of Non-Trivial Conflict - Indexing Project - Internal Evidence Suggests a Kempis / Lowenheim-Skolem Paradox Alone - Art & Language Attacks on Socialist Artists - Corrected Slogans: Paper Music - Good Evening... It is Modern amusements-Time Again - Posters for The Fox - Print (Section A, Questionnaire) - Shouting Men - Singing Men - The Notion of Conditioning Persuasion and the Notion of Consciousness - Village Explanation no.9-no.10 |
| 1976 | - Above Us The Waves (A Fascist Index) - Illustrations for Art-Language Vol.3 Nr.4 - Corrected Slogans - Dialectical Materialism - Notes - Posters for the Fox - School Poster |
| 1977 | - Ten Postcards - Ten Posters: Illustrations for Art-Language - Our Progress Lies in Hard Work - Born in Flames |
| 1978 | - Born in Flames - Flags for Organisations - Ils donnent leur sang, donnez votre travail - Le Monde bestorne |
| 1979 | - Art & Language in Disguise - Etudes pour "Portraits of V.I. Lenin in the Style of Jackson Pollock" - Portraits of V.I. Lenin in the Style of Jackson Pollock |
| 1980 | - Born in Flames - Portraits of V.I. Leni in the Style of Jackson Pollock - Etudes pour "Picasso's Guernica in the Style of Jackson Pollock" - Picasso's Guernica in the Style of Jackson Pollock |
| 1981 | - Etudes pour "Gustave Courbet's "Burial at Ornans" Expressing..." - Gustave Courbet's "Burial at Ornans" Expressing... - Victorine - Raped and Strangled by the Man who forced her into Prostitution: A Dead Woman Drawn and Painted by Mouth - Attacked by an Unknown Man in a City Park: A Dying Woman; Drawn and Painted by Mouth - A Man Battering his Daughter to Death as she Sleeps: Drawn and Painted by Mouth - Etude pour "Index: The Studio at 3 Wesley Place Painted by Mouth - Kangaroo? |
| 1982 | - Etudes exécutées à la bouche pour "Index: The Studio at 3 Wesley Place Painted by Mouth" - Etude pour "Index: The Studio at 3 Wesley place illuminated by an Explosion Nearby - Etude pour "Index: The Studio at 3 Wesley Place Showing the Position of Embarrassements - Index:_The Studio at 3 Wesley Place Painted by Mouth version I et II - Index:_The Studio at 3 Wesley Place in the Dark |
| 1983 | - Art & Language Paints a Picture - Index: The Studio at 3 Wesley Place Illuminated by an Explosion Nearby I-VII - Impressionism Returning Sometime in the Future |
| 1984 | - Impressionism Returning Sometime in the Future |
| 1985 | - Index: Incident in a Museum I à V |
| 1986 | - Index: Incident in a Museum VI à XVI |
| 1987 | - Index: Incident in a Museum XVII à XXV |
| 1988 | - An Incident in a Museum: Study for Hostage - Unit Cure Unit Ground I à X - Hostage I à IX - Hostage: An Incident and a People Flag I à VII |
| 1989 | - Hostage XIX à XXIX - Hostage α, β, γ, δ |
| 1990 | - Hostage XXX à LXXX |
| 1991 | - Hostage LXXXI à LXXXIV - Exit: Now They Are |
| 1992 | - Index V à XX (Now They Are) |
| 1993 | - Incident, Now They Are, Look Out - Incident, Now They Are, Elegant - Incident, Now They Are, Next |
| 1994 | - Incident, Foreground I - Index 11: Background, Incident, Foreground no.I à XXXVIII |
| 1995 | |
| 1996 | - Sighs Trapped by Liars |
| 1997 | - Sighs Trapped by Liars |
| 1998 | - Sighs Trapped by Liars - A Model for Lucy Grays (Study for Barcelona Wall) |
| 1999 | - A Picture Painted by Actors - Wrongs Healed in Official Hope - Material Slang - About Reading and Looking |
| 2000 | - Study for Mother, Father, Monday: Map of the World - Mother, Father, Monday: Map of the World |

## Mostre e premi

### Premi e critiche
Nel 1986, Art & Language è stato nominato per il Turner Prize. Nel 1999, Art & Language ha esposto al MoMA PS1 di New York, con una grande installazione intitolata The Artist Out of Work. Questo era un ricordo di Art & Language's dialogical and other practices, curato da Michael Corris e Neil Powell. Questa mostra ha seguito da vicino l'esposizione revisionista Global Conceptualism: Points of Origin al Queens Museum of Art, sempre a New York. La mostra di Art & Language al MoMA PS1 ha offerto un resoconto alternativo degli antecedenti e del retaggio dell'arte concettuale "classica" e ha rafforzato una versione transatlantica piuttosto che nazionalistica degli eventi dal 1968 al 1972. In una critica negativa della mostra, il critico d'arte Jerry Saltz ha scritto: "Un quarto di secolo fa, Art & Language ha fabbricato un legame importante nella genealogia dell'arte concettuale, ma i gli sforzi ulteriori sono stati così autosufficienti e oscuri che il loro lavoro è ora praticamente irrilevante. "

### Alcune mostre
- 1967 Hardware Show,  Architectural Association, London..
- 1968 Dematerialisation Show,  Ikon Gallery, London..
- 1971 The Air-Conditioning Show,  Visual Arts Gallery, New York..
- 1972 The Art & Language Institute,  Galerie Daniel Templon, Paris (archiviato dall'url originale il 5 agosto 2017)..
- Documenta Memorandum,  Galerie Paul Maenz, Cologne..
- 1973 Index 002 Bxal,  John Weber Gallery, New York..
- 1976 Music-Language, Galerie Eric Fabre, Parigi.
- Art & Language,  Museum of Modern Art, Oxford..
- 1978 Flags for Organisations,  Lisson Gallery, London..
- 1979 Ils donnent leur sang ; donnez votre travail, Galerie Eric Fabre, Parigi.
- 1980 Portraits of V.I. Lenin in the Style of Jackson Pollock,  Van Abbemuseum, Eindhoven..
- 1982 Index : Studio at 3 Wesley Place Painted by Mouth,  De Veeshal, Middelburg..
- Art & Language retrospective,  Musée d'Art Moderne, Toulon..
- 1983 Index : Studio at 3 Wesley Place I, II, III, IV, Gewald, Ghent.
- 1986 Confessions : Incidents in a Museum,  Lisson Gallery, London..
- 1987 Art & Language : The Paintings,  Palais des Beaux-Arts, Brussels..
- 1990 Hostages XXIV-XXXV,  Marian Goodman Gallery, New York..
- 1993 Art & Language,  Galerie Nationale du Jeu de Paume, Paris..
- 1995 Art & Language and Luhmann,  Kunstraum, Vienna..
- 1996 Sighs Trapped by Liars, Galerie de Paris, Parigi.
- 1999 Art & Language in Practice,  Fundacio Antoni Tàpies, Barcelona. (archiviato dall'url originale il 4 maggio 2011).
- Cinco ensayos,  Galerià Juana de Aizpuru, Madrid..
- The Artist out of Work : Art & Language 1972-1981,  P.S.1 Contemporary Art Center, New York..
- 2000 Art & Language & Luhmann No.2,  ZKM, Karlsruhe..
- 2002 Too Dark to Read : Motifs Rétrospectifs,  Musée d'art moderne de Lille Métropole, Villeneuve d'Ascq..
- 2003 Art & Language,  Migros Museum für Gegenwartskunst, Zurich. (archiviato dall'url originale il 3 gennaio 2014).
- 2004 Art & Language,  CAC Màlaga, Màlaga..
- 2005 Hard to Say When,  Lisson Gallery, London..
- 2006 Il ne reste qu'à chanter,  Galerie de l'Erban, Nantes (archiviato dall'url originale il 5 agosto 2017). (Miroirs, 1965, Karaoke, 1975-2005) et Château de la Bainerie (travaux 1965-2005), Tiercé.
- 2008 Brouillages/Blurrings,  Galerie Taddeus Ropac, Paris..
- 2009 Art & Language,  Espoo Museum of Modern Art, Helsinki (archiviato dall'url originale il 5 marzo 2016)..
- 2010 Portraits and a Dream,  Lisson Gallery, London..
- Art & Language,  Rhona Hoffman Gallery, Chicago..
- 2011 Badges,  Mulier Mulier Gallery, Knokke..
- 2013 Letters to the Red Krayola,  Kadel Wilborn Gallery, Düsseldorf..
- Art & Language,  Museum Dhont-Dhaenens, Deurle..
- Art & Language, Garage Cosmos, Brussels.
- 2014 Art & Language Uncompleted : The Philippe Méaille Collection,  MACBA, Barcelona (archiviato dall'url originale il 25 settembre 2017)..
- Nobody Spoke, Lisson Gallery, Londra.
- 2016 Art & Language, Castello di Montsoreau-Museo di Arte Contemporanea, Montsoreau.
- 2017 Nobody Spoke, Kunstsaele, Berlino.
- 2018 Art & Language Reality (Dark) Fragments (Light), Castello di Montsoreau-Museo di Arte Contemporanea, Montsoreau.

### Alcune mostre collettive
- - 1968 Language II,  Dwan Gallery, London..
  - 1969 March, catalogue-exposition,  Seth Siegelaub, New York..
  - 1970 Conceptual Art And Conceptual Aspects, New York Cultural Center, New York.
  - Information,  Museum of Modern Art, New York.
  - Idea Structures,  Camden Art Centre, London..
  - 1971 The British Avant-Garde, New York Cultural Center, New York.
  - 1972 Documenta 5,  Museum Friedericianum, Kassel..
  - The New Art,  Hayward Gallery, London..
  - 1973 Einige Frühe Beispiele Konzeptuelle Kunst Analytischen Charakters,  Galerie Paul Maenz, Cologne (XML)..
  - Contemporanea, Roma.
  - 1974 Projekt'74, Köln.
  - Kunst über Kunst,  Kölnischer Kunstverein, Cologne. (archiviato dall'url originale il 7 agosto 2017).
  - 1976 Drawing Now, Museum of Modern Art, New York.
  -  Biennale di Venezia, Venice..
  - 1979 Un Certain Art Anglais,  Musée d'art moderne de la ville de Paris, Paris..
  - 1980 Kunst in Europa na 68,  Museum van Hedendaagse Kunst, Ghent..
  - 1982 Documenta 7,  Museum Fridericianum., Kassel.
  - 1987 British Art of the Twentieth Century: The Modern Movement,  Royal Academy, London..
  - 1989 The Situationists International, 1957-1972,  Musée National d'art moderne, Centre Pompidou, Paris..
  - L'art conceptuel, une perspective,  Musée d'art moderne de la ville de Paris.;  Fundación Caja de Prensiones, Madrid;  Deichtorhallen, Hamburg..
  - 1992 Repetición/Transformación,  Museo Nacional de Arte Reina Sofia, Madrid..
  - 1995 Toponimías (8) : ocho ideas del espacio,  Fundación La Caixa, Madrid. (archiviato dall'url originale il 4 agosto 2017).
  - Reconsidering the Object of Art, 1965-1975,  Museum of Contemporary Art, Los Angeles..
  - 1997 Documenta 10,  Museum Fridericianum, Kassel..
  - 1999 Global Conceptualism: Points of Origin 1950s-1980s,  Queens Museum of Art, New York..
  - 2002 Iconoclash,  Center for Art and Media (ZKM), Karlsruhe..
  - 2003  Biennale di Venezia, Venice..
  - 2004 Before the End (The Last Painting Show),  Swiss Institute, New York..
  - 2005 Collective Creativity,  Kunsthalle Fridericianum, Kassel..
  - 2006 Le Printemps de Septembre à Toulouse - Broken Lines, Tolosa.
  - Magritte and Contemporary Art: The Treachery of Images,  Los Angeles County Museum of Art, Los Angeles..
  - 2007 Sympathy for the Devil: Art and Rock'n Roll since 1967,  Museum of Contemporary Art, Chicago..
  - 2008 Vides. Une rétrospective, Musée National d'art moderne, Centre Pompidou, Parigi.
  - 2009 Rock-Paper-Scissors, Pop Music as Subject of Visual Art,  Kunsthaus, Graz..
  - 2010 Algunas Obras A Ler - Collection Eric Fabre,  Berardo Museum, Lisbon..
  - Seconde main,  Musée d'art moderne de la ville de Paris/ARC, Paris..
  - 2011 Erre, Variations Labyrinthiques,  Musée National d'art moderne, Centre Pompidou-Metz, Metz..
  - 2012 Materialising 'Six Years': Lucy Lippard and the Emergence of Conceptual Art,  Brooklyn museum, New York..
  - 2013 As if it could . Works and Documents from the Herbert Foundation,  Herbert Foundation, Ghent..
  - 2014 Propanganda für die Wirklichkeit,  Museum Morsbroich, Leverkusen..
  - Critical Machines,  American University, Beirut..
  - 2017 ′′Art & Language′′, kunstsaele.de.,  http://www.kunstsaele.de..

## Collezioni permanenti
Altre mostre internazionali presentarono le opere di Atkinson e Baldwin (lavorando con Art & Language) conservate nella collezione della Tate nel Regno Unito. Documenti e lavori relativi a New York Art & Language sono conservati presso il Getty Research Institute di Los Angeles. Nel marzo del 2011, Philippe Méaille prestò 800 opere del collettivo Art & Language al Museo di Arte Contemporanea di Barcellona, noto anche come MACBA. Nel giugno 2015, il Consiglio dipartementale di Maine-et-Loire e Philippe Méaille conclusero un contratto di affitto a lungo termine per il castello di Montsoreau per promuovere l'arte contemporanea nella Valle della Loira.
- Art Gallery of New South Wales, Sydney, Australia.
- Arts Council of Great Britain, Regno Unito.
- Centro Georges Pompidou, Parigi, Francia.
- Centro de Arte Contemporàneo de Malaga, Malaga, Spagna.
- Castello di Montsoreau-Museo di Arte Contemporanea, Montsoreau, Francia.
- EMMA – Espoo Museum of Modern Art, Espoo, Finlandia.
- Fonds national d'art contemporain, Parigi, Francia.
- FRAC Haute Normandie, Sotteville-lès-Rouen, Francia.
- FRAC Languedoc Roussillon, Montpellier, Francia.
- FRAC Nord Pas de Calais, Dunkerque, Francia.
- Grand-Hornu, Museum of Contemporary Arts, Belgio.
- Laguna Gallery of Contemporary Art, Laguna Beach, CA, USA.
- Les Abattoirs, Museum of Modern and Contemporary Art, Tolosa, Francia.
- Lille Métropole Museum of Modern, Contemporary and Outsider Art, Villeneuve d'Ascq, Francia.
- MACBA, Barcelona Museum of Contemporary Art, Barcellona, Spagna.
- MAMCO, Museum of Modern and Contemporary Art, Geneva, Swizzera.
- Migros Museum of Contemporary Art, Zurich, Swizzera.
- Musée d'art moderne (Saint-Étienne), Saint-Priest-en-Jarez, Francia.
- Museum fur angewandte Kunst Wien, Vienna, Austria.
- Museum Moderner Kunst Stiftung, Vienna, Austria.
- Museum of Contemporary Art di Los Angeles, CA, USA.
- Museum of Contemporary Art (North Miami), FL, USA.
- Museum of Modern Art, New York, NY, USA.
- National Gallery of Australia, Canberra, Australia.
- National Gallery of Victoria, Melbourne, Australia.
- Stedelijk Museum, Ghent, Belgio.
- Tate Modern, Londra, Regno Unito.
- Victoria and Albert Museum, Londra, Regno Unito.

## Installazioni teoriche
Art & Language e il Jackson Pollock Bar hanno collaborato per la prima volta nel gennaio 1995, durante il simposio Art & Language & Luhmann, organizzato dal Contemporary Social Considerations Institute (Institut für Sozial Gegenwartsfragen) di Friburgo. Il simposio di 3 giorni ha visto l'intervento di relatori tra cui Catherine David, che lavorava sulla preparazione della Documenta X, e Peter Weibl, artista e curatore. C'era anche un'installazione teorica di un testo in Art & Language prodotto in playback dal Jackson Pollock Bar. L'installazione è stata interpretata da cinque attori tedeschi che interpretano i ruoli di Jack Tworkow, Philip Guston, Harold Rosenberg, Robert Motherwell e Ad Reinhardt. Usando la sincronizzazione labiale, gli attori hanno usato il testo pre-registrato per una conversazione "Neo Concettuale ". Da questa collaborazione, ogni nuova mostra di Art & Language è stata affiancata da un'installazione teorica del Jackson Pollock Bar.

## Soci e soci passati
- Terry Atkinson
- David Bainbridge
- Kathryn Bigelow[12]
- Ian Burn
- Sarah Charlesworth
- Michael Corris
- Preston Heller
- Graham Howard
- Harold Hurrell
- Joseph Kosuth
- Christine Kozlov
- Nigel Lendon
- Andrew Menard
- Philip Pilkington
- Neil Powell
- David Rushton
- Terry Smith
- Mayo Thompson